# ميغيل سيردا
ميغيل سيردا (بالإسبانية: Miguel Cerda)‏ هو مجدف تشيلي، ولد في 27 ديسمبر 1969 في فالديفيا في تشيلي.

## وصلات خارجية
- ميغيل سيردا على موقع الاتحاد الدولي للتجديف (الإنجليزية)
- ميغيل سيردا على موقع اللجنة الأولمبية الدولية (الإنجليزية)
- ميغيل سيردا على موقع أوليمبيديا (الإنجليزية)